# Anki & Pytte
Anki & Pytte är en duo inom buktaleri. Den består av Pytte Ravn som är dockskådespelare och buktalare, och Anki som är en docka föreställande en anka. Konceptet var från början ett teaterprojekt skapat av Pytte Ravn. Detta utvecklades till ett TV-program som under ett antal år på nollnolltalet blev ett stående inslag i barnprogrammet Bolibompa. 

## Historik
Pytte Ravn är född i Danmark 1964, och de tidigaste åren tillbringades i Jyderup. av en dockskådespelande dansk mamma som flyttade till Småland i början av 1970-talet. I grundskolans andra till fjärde klass gick Ravn i Eriksmåla skola i Emmaboda kommun, varefter hon och modern flyttade till Kosta.
Ravn skapade både själva dockan Anki och rollfiguren Pytte i början av 1990-talet, i samarbete med sin mor. De två började framträda tillsammans redan 1980.

### TV-produktioner, animation
Hon turnerade i nio år på förskolor, bibliotek och fritidshem, innan tv-producenten Stefan Malmström på Tic Tac Television i Karlskrona år 2000 fick en VHS-kassett i sin hand som visade Anki & Pytte i TV4:s lokal-tv-sändning i Växjö. En pilot producerades och visades för Monica Andrea, barn-tv-producent på SVT:s barnredaktion i Stockholm, som direkt föll för den näbbigt charmiga tygankan. Det var början till fyra tv-säsonger och sammanlagt 40 program à 30 minuter med Anki & Pytte i barnprogrammet Bolibompa. Enligt en produktionslistning producerades serien mellan 2001 och 2007.
Programmen blev en stor succé. Tv-recensenten Johan Croneman på Dagens Nyheter ägnade en krönika åt Anki & Pytte 2003; bland annat ansåg han att Anki & Pytte var det bästa som visades i svensk tv just då. 
Programmet har belönats med flera priser. Det blev utsett till Nordens bästa Småbarnsmagasin 2002 på Nordiska Barn-tv-festivalen i Ebeltoft, och det fick också Alfons-Bokalen samma år. Året innan producerades den animerade filmen Anki & Pytte av Mattias Gordon för produktionsbolaget Tic Tac.

### Återkomst 2023
Under 2010-talet låg verksamhetern som Anki & Pytte nere, något som förändrades i början på 2020-talet. 2023 stod Anki & Pytte åter på scen i Åfors Folkets hus i Emmaboda kommun, i en föreställning på temat att vara liten och stor, och därefter hade en videoserie premiär på Youtube. Detta var efter att de framträtt i Mauri Hermundssons program Vad hände sen?. Under våren 2024 hade duon premiär med en scenföreställning i Ronneby.

## Produktioner

### Datorspel
Tic Tac skapade också ett prisbelönt datorspel med Anki & Pytte, Kapsyljakt med Anki & Pytte. Spelet blev utsett till Bästa barnspel av svenska Dataspelsgalan 2003.
2008 kom Anki & Pytti – ljudbok och spel., en ljudboksproduktion utgiven på Rabén & Sjögren.

### DVD-filmer
Det har kommit ut flera DVD-filmer med material från TV-programmen:
- Anki & Pytte (2001)
- Anki & Pytte - Tvåan (2002)
- Anki & Pytte - Trean (2005)
- Anki & Pytte - fyran (2007)
- Anki & Pytte på nya äventyr (2008)[9]

## Priser och utmärkelser
- Nordens bästa Småbarnsmagasin – 2002

- Alfons-Bokalen,  2002[10]

[Redigera Wikidata]